# Чжэн И (диссидент)
Чжэн И (р. 1947; англ. Zheng Yi) — китайский диссидент, бывший хунвейбин. Автор книги «Алый мемориал».

## Биография
В молодости, во время Культурной революции в Китае, Чжэн И сам был членом движения хунвейбинов и в рамках партийной программы «Ввысь в горы, вниз в сёла», отправился в провинцию. Затем он стал писателем и участвовал в политической борьбе, закончившейся в 1989 году восстанием на площади Тяньаньмэнь. Выступление диссидентов и студентов потерпело поражение. Три года Чжэн скрывался от властей, а затем через Гонконг (в те годы ещё британский) бежал на Запад (через Тайвань в США), где опубликовал на китайском и английском языках свою книгу-разоблачение коммунизма «Алый мемориал» (Scarlet Memorial) о зверствах хунвейбинов в одном из уездов. В книге приведено много шокирующих подробностей, в том числе говорится о каннибализме.

## Реакция
КПК назвала книгу ложью и вымыслом. Чжэн И собирал материалы для своей книги через 15 лет после событий. Книга откровенно антикоммунистическая, чего он и не скрывает.
Между тем, «Алый мемориал» стал очень популярен и удостоился значительного внимания общества, его номинировали на Нобелевскую премию по литературе.